# GMOS
GMOS est un système d'exploitation créé par General Motors en 1955 pour l'IBM 701.
Il est considéré comme le premier système d'exploitation batch.